# Кіяли
Кіяли́ (каз. Қиялы) — село у складі Аккайинського району Північноказахстанської області Казахстану. Адміністративний центр Кіялинського сільського округу.
Населення — 1705 осіб (2021; 2214 у 2009, 3227 у 1999, 4274 у 1989).
Національний склад станом на 1989 рік:
- росіяни — 55 %.

Колишня назва — Махоровка.